# Lydomorphus kurdistanicus
Lydomorphus kurdistanicus es una especie de coleóptero de la familia Meloidae.

## Distribución geográfica
Habita en Kurdistán.